# Nico-Jan Hoogma
Nico-Jan Hoogma (* 26. Oktober 1968 in Heerenveen) ist ein ehemaliger niederländischer Fußballspieler. Bekannt wurde der Abwehrspieler wegen seiner langen Tätigkeit beim Hamburger SV, dessen Spielführer Hoogma nach 2001 zeitweise war.
Er ist derzeit Technischer Direktor von Heracles Almelo.

## Spielerkarriere
Hoogma begann seine Laufbahn als Fußballprofi Anfang der 1990er Jahre beim niederländischen Club Cambuur Leeuwarden. Zur Saison 1992/93 wechselte er zum Ehrendivisions-Club Twente Enschede. In den sechs Jahren bei Twente konnte sich Hoogma stets als Stammspieler behaupten und kam auf insgesamt 187 Liga- (18 Tore) und zehn Europapokaleinsätze (kein Tor).
Wegen seiner hervorragenden Abwehrleistungen wurde der HSV auf ihn aufmerksam und verpflichtete ihn schließlich im September 1998. Auch bei den Hanseaten war er für die ganzen sechs Jahre seines Aufenthaltes Stammspieler und Stütze der Abwehr; ab 2001 als Kapitän der Mannschaft des HSV. Nach 177 Erstligaeinsätzen mit 13 Toren sowie dem Gewinn des Ligapokals 2003 verließ er Hamburg, um beim niederländischen Zweitligisten SC Heracles Almelo seine Karriere ausklingen zu lassen. 
Ein letzter Höhepunkt war dann noch der Aufstieg 2005 in die Eredivisie, so dass Hoogma 2005/06 noch zu 30 Erstligaeinsätzen kam. Nach der Saison 2005/06 beendete Hoogma seine Laufbahn als Aktiver, um ins Management von Heracles zu wechseln.

## Funktionärskarriere
Vom 1. Januar 2007 bis zum 5. Februar 2018 arbeitete Hoogma als Geschäftsführer (Algemeen directeur) für den SC Heracles Almelo. In seiner Amtszeit etablierte sich der Verein in der Eredivisie und qualifizierte sich 2016 für die dritte Qualifikationsrunde zur UEFA Europa League, in der Heracles Almelo gegen den portugiesischen Vertreter FC Arouca ausschied.
Am 6. Februar 2018 wurde Nico-Jan Hoogma als neuer Sportdirektor des niederländischen Fußballverbandes vorgestellt. In dieser Funktion war er für alle Herren- und Frauennationalmannschaften zuständig. Unter Hoogma als Sportdirektor wurde die niederländische A-Nationalmannschaft der Herren – die sowohl die Qualifikation für die Europameisterschaft 2016 als auch für die Weltmeisterschaft 2018 verpasst hatte – in der Liga A in der UEFA Nations League 2018/19 Gruppensieger vor Weltmeister Frankreich und dem Erzrivalen Deutschland. In den Final Four erreichte die niederländische A-Mannschaft das Finale, in der sie Portugal unterlag. Im vorletzten Spiel in der EM-Qualifikation sicherte sich die niederländische A-Nationalmannschaft die Teilnahme an der europaweit ausgetragenen Europameisterschaft 2021. Dort erreichte die Niederlande das Achtelfinale und schied dort gegen Tschechien aus. Im Dezember 2021 gab Hoogma bekannt, im Sommer 2022 als Sportdirektor des KNVB zurückzutreten.
Nach seinem Abgang kehrte er zu Heracles Almelo zurück und wurde Technischer Direktor. Der Verein war zuvor nach 17 Jahren Erstligazugehörigkeit aus der Eredivisie abgestiegen. Unter der Führung von Hoogma gelang Heracles der umgehende Wiederaufstieg ins niederländische Oberhaus.

## Erfolge
- Ligapokal mit Hamburger SV: 2003
- Aufstieg in die Eredivisie mit SC Heracles Almelo: 2005

## Privates
Hoogmas Sohn Justin ist ebenfalls Fußballspieler. Er steht aktuell bei Heracles Almelo unter Vertrag (Stand: 03/2025).

## Kontroverse
Im Oktober 2016 kursierte das Gerücht, Hoogma würde als neuer Sportdirektor beim in der Krise steckenden Bundesligisten Hamburger SV gehandelt werden. Jedoch gab Hoogma am 4. November 2016 bekannt, dass er für weitere Verhandlungen nicht mehr zur Verfügung stehe und kritisierte die Vereinsführung scharf. Der Hamburger SV behauptete jedoch, dass Hoogma abgesagt wurde und dieser nicht dem Verein abgesagt habe. Daraufhin gab es einen öffentlich-geführten Streit darüber, welche Partei die Verhandlungen beendet habe.